# Regnitz
Die Regnitz ist ein knapp 64 Kilometer langer linksseitiger und südlicher Nebenfluss des Mains in Bayern. Als Gewässerkörper mit der GKZ 242 hat sie zusammen mit ihrem Quellfluss Rednitz (46,48 km)  und deren Quellfluss Fränkische Rezat (78,84 km)   eine Gesamtlänge von etwa 189 km.
In Teilen des Flussbettes verläuft der Rhein-Main-Donau-Kanal, der neben seiner Funktion als Verkehrsweg das von zeitweiliger Trockenheit bedrohte System der Regnitz und des Mains mit Wasser aus Donau und Altmühl versorgt (Donau-Main-Überleitung).

## Name
Der Name ist erstmals in einer Urkunde von 1312 als „Regentze“ erwähnt. Möglicherweise entstand der Name unter gegenseitigem Einfluss der beiden Flussnamen Rednitz und Pegnitz.
In Franken hält man die lautlich leicht zu verwechselnden Namen von Regnitz, Rednitz und Pegnitz mit der Merkregel auseinander, dass Rednitz und Pegnitz zur Regnitz zusammenfließen.
Im heute nordbayerischen Raum war der Name Regnitz seit jeher geläufig, so hieß z. B. Hof, das zwischen den Zuflüssen der Südlichen und der Nördlichen Regnitz zu dieser an der Saale liegt, ursprünglich Regnitzhof. Der Flussname der zum Main fließenden Regnitz war dagegen bis zum Jahr 1957 nicht eindeutig. Am Unterlauf im Bamberger Raum wurde dieser Fluss bereits 1348 als Regnitz urkundlich erwähnt. Die Ortschaft Neuses wurde 1957 um den Namenszusatz „an der Regnitz“ erweitert. Auf Höhe von Erlangen waren bis zum Jahr 1957 die beiden Begriffe Regnitz und Rednitz für denselben Fluss geläufig, während der Fluss in den Schulbüchern Nordbayerns Rednitz genannt wurde. Weiter südlich, näher bei Fürth, hieß der Fluss im Volksmund wiederum nur Rednitz. Ein ministerieller Entscheid beendete die Doppelbenennung und es kam zu folgender Festlegung: Bis zum Zusammenfluss mit der Pegnitz in Fürth wird der Name Rednitz verwendet und ab Fürth bis zur Mündung Regnitz.

## Geografie

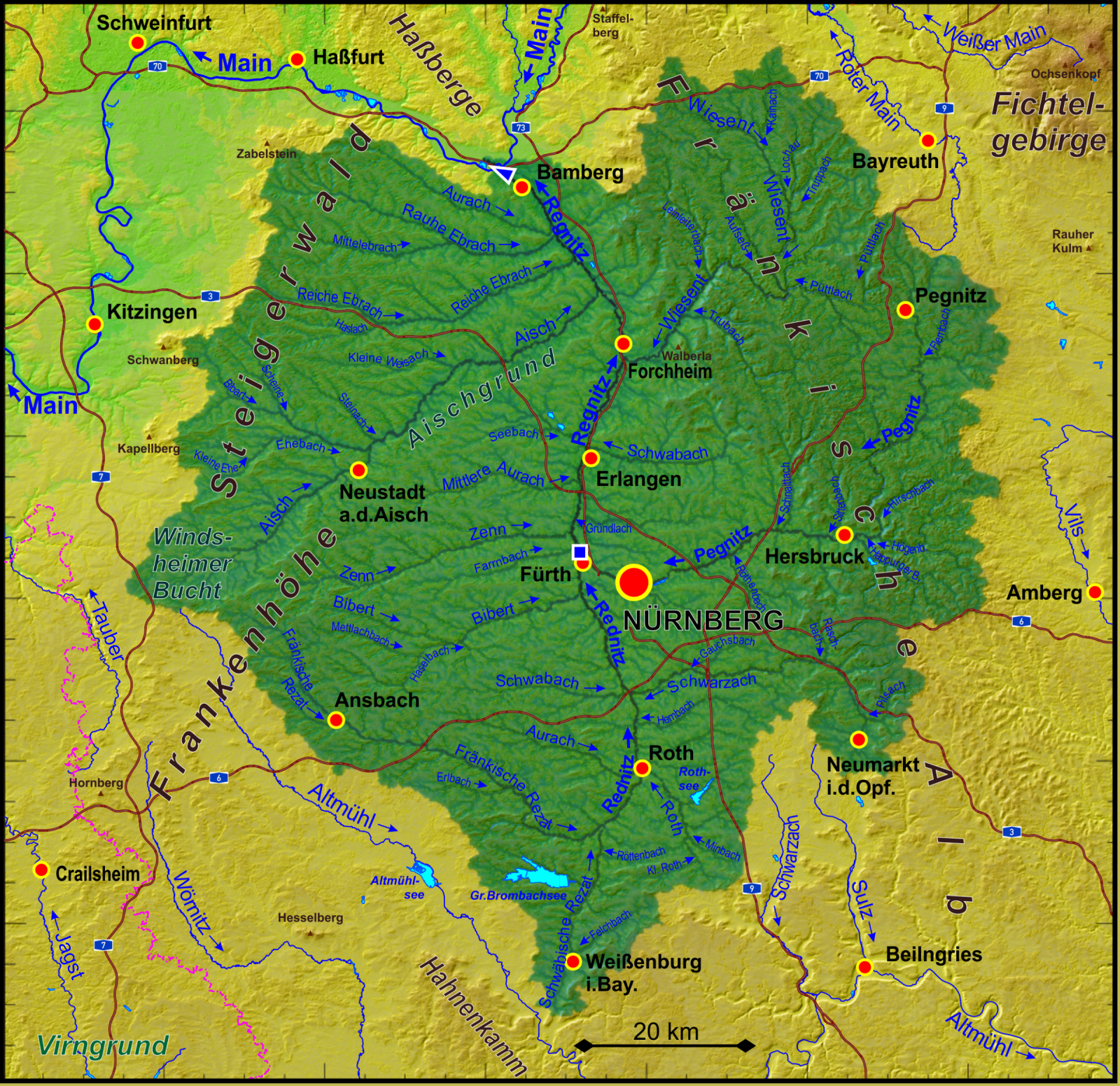
Natürliches Einzugsgebiet der Regnitz

### Einzugsgebiet
Das ca. 7523 km² große Einzugsgebiet der Regnitz umfasst im Osten weite Teile der nördlichen Fränkischen Alb und im Westen die nördlichen Teile der Frankenhöhe sowie den Steigerwald. Im Zentrum des Einzugsgebiets befinden sich das Nürnberger Land, Aischgrund und Zenngrund. Das natürliche Einzugsgebiet der Regnitz wurde im Zuge des Baus des Main-Donau-Kanals und insbesondere der
Donau-Main-Überleitung künstlich erweitert.

### Flusslauf

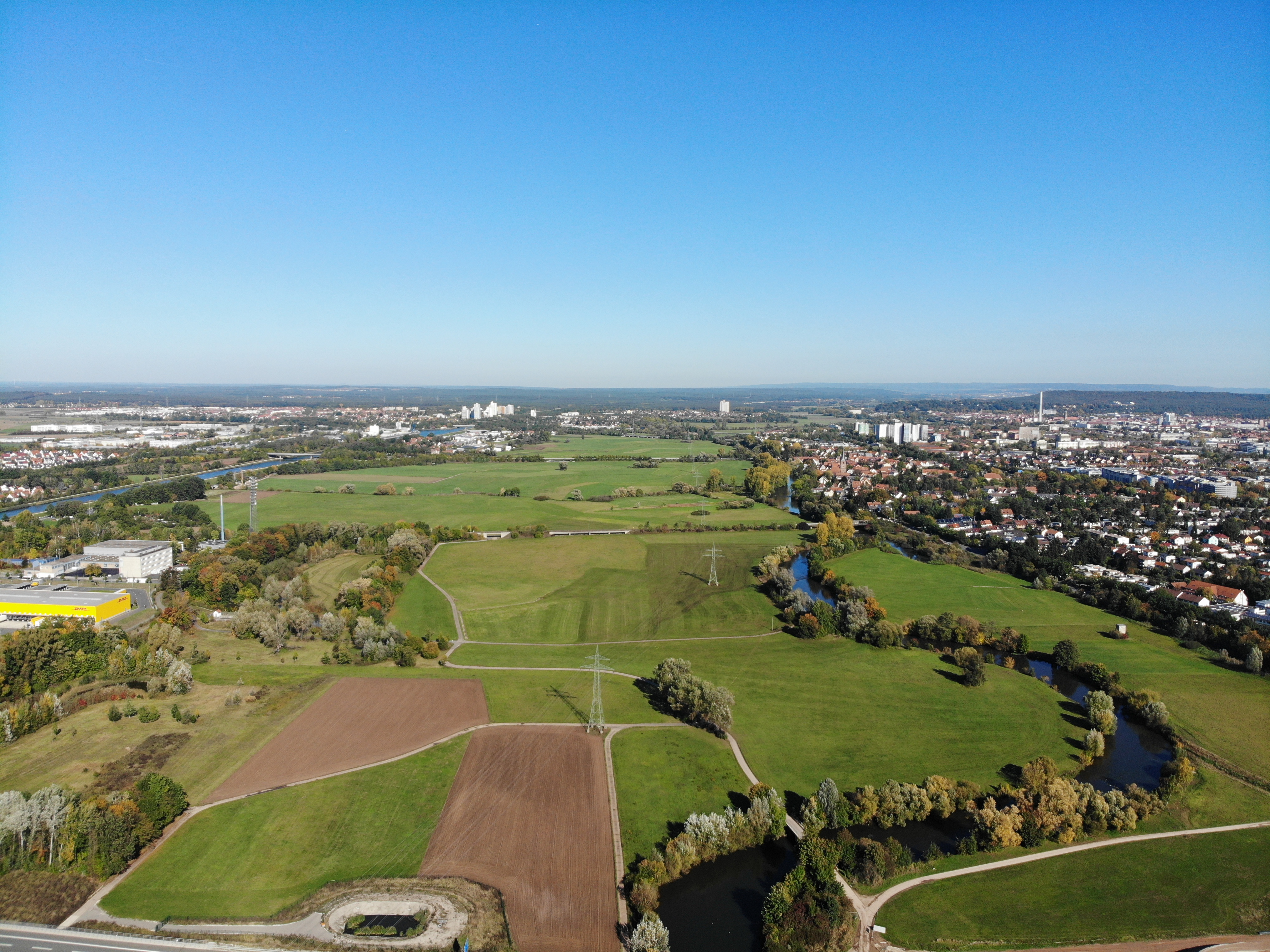
Regnitzwiesen bei Erlangen, Blick flussabwärts in Richtung Norden

Die Regnitz entsteht in Fürth aus dem Zusammenfluss von Pegnitz und Rednitz und fließt nordwärts durch Fürth, Erlangen, Möhrendorf, Baiersdorf und Hausen. Ab Forchheim fließt sie nordwestwärts bis Bamberg. Nordwestlich des Stadtzentrums von Bamberg, bei Bischberg, mündet die Regnitz bei Kilometer 384 mit einer mittleren Wasserführung von 56,6 m³/s in den Main, dessen Wasserführung von 44,7 m³/s sie damit um mehr als ein Viertel übertrifft.
Parallel zum Fluss verlaufen im Tal der Regnitz der Main-Donau-Kanal, die A 73, die Bahnstrecke Nürnberg–Bamberg und der Regnitzradweg.
Der 1960 bis 1972 erbaute Teil des Main-Donau-Kanals (MDK) verläuft ab Fürth überwiegend als Seitenkanal der Regnitz, benutzt jedoch zwischen Hausen und Neuses auf knapp zehn Kilometern Länge das Flussbett der staugeregelten Regnitz mit der Staustufe Forchheim. Ebenso verläuft der MDK von der Schleuse Bamberg bis zur Regnitzmündung auf gut sechs Kilometern Länge in der Regnitz. Diese Regnitz-Abschnitte sind in die Bundeswasserstraße Main-Donau-Kanal einbezogen; zusätzlich sind die Wehrstrecken mit den Wehren Hausen, Neuses und Bamberg der Regnitz Bundeswasserstraße.

### Zuflüsse
- Rednitz (linker Oberlauf, Hauptstrang), 46,4 km (mit Fränkischer Rezat 125,32 km), 2.117,99 km²[1],
- Pegnitz (rechter Oberlauf, Nebenstrang), 112,8 km (mit Fichtenohe 128,25 km), 1233,77 km² [10]
- Farrnbach (von links bei Unterfarrnbach), 23,6 km, 57,88 km²
- Zenn (von links bei Vach), 49,6 km, 257,01 km²
- Michelbach (von links in Vach), 5,9 km, 8,46 km²
- Gründlach (von rechts bei Erlangen-Eltersdorf), 25,6 km, 96,96 km²
- Hutgraben, am Unterlauf Eltersdorfer Bach (von rechts bei Eltersdorf), 10,5 km, 16,14 km²
- Langenaugraben[11] (von rechts bei Erlangen-Bruck), ca. 2,6 km[12]
- Mittlere Aurach (von links gegenüber Bruck), 39,6 km, 164,79 km²
- Bachgraben (von rechts in Bruck), ca. 3,5 km[12]
- Bimbach (von links bei Erlangen-Neumühle), 7,5 km, 12,41 km²
- Röthelheimgraben (von rechts vor Erlangen-Wöhrmühle), ca. 3,8 km[12] (mit Dreibrücklesgraben 7,2 km[12])
- Adergraben (von links bei Erlangen-Alterlangen), ca. 2,2 km[12]
- Schwabach (von rechts am Nordende des zentralen Erlangen), 32,6 km, 192,84 km²
- Seebach (von links bei Kleinseebach früher in die Regnitz, heute dort in den parallel zu ihr fließenden Main-Donau-Kanal), 22,4 km, 16,61 km²
- Entlesbach[13] (von rechts bei Bubenreuth), 2,4 km[12]
- Altunggraben (von rechts bei Baiersdorf)
- Kreuzbach[14] (von rechts nördlich von Baiersdorf-Wellerstadt), 7,1 km, 34,51 km²
- Hofgraben (von links nahe Hausen)
- Hirtenbach (von links bei Heroldsbach)
- Trubbach (von rechts im südlichen Forchheim)
- Wiesent (von rechts bei Forchheim)
- Hachtsgraben (von links bei Forchheim-Buckenhofen)
- Sittenbach (von rechts vor Eggolsheim)
- Eggerbach (von rechts in Eggolsheim-Neuses an der Regnitz)
- Aisch (von links bei Trailsdorf)
- Deichselbach (von rechts bei Altendorf)
- Reiche Ebrach (von links bei Hirschaid)
- Rauhe Ebrach (von links nordöstlich von Pettstadt)
- Zeegenbach (von rechts nordöstlich von Pettstadt)
- Aurach (von links nördlich von Pettstadt)

## Fauna
In der Regnitz gibt es diverse Fischarten, wie den Aal, den Hecht, den Waller, die Nase, die Barbe, die Schleie, den Zander, vereinzelt auch Edelkrebse.
Für den Ornithologen bietet die Regnitz reichhaltige Möglichkeiten zur Beobachtung der einheimischen Entenarten wie Reiherente, Tafelente und Stockente sowie der Durchzügler Knäkente und Pfeifente. Entlang der Regnitz ab Hausen bis Erlangen bestehen Vogelschutzgebiete.

## Wasserschöpfräder

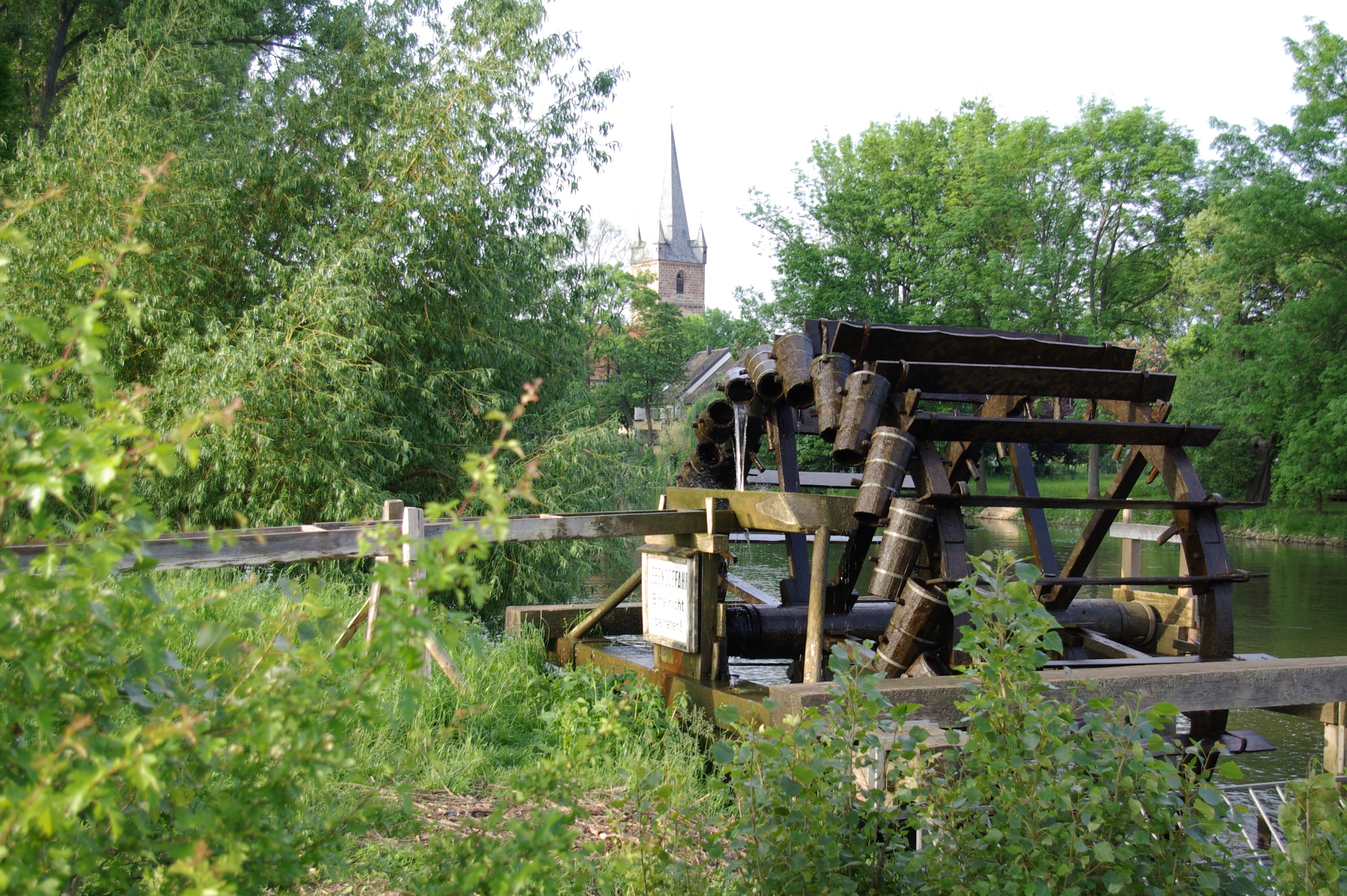
Wasserschöpfrad bei Bruck, 2010

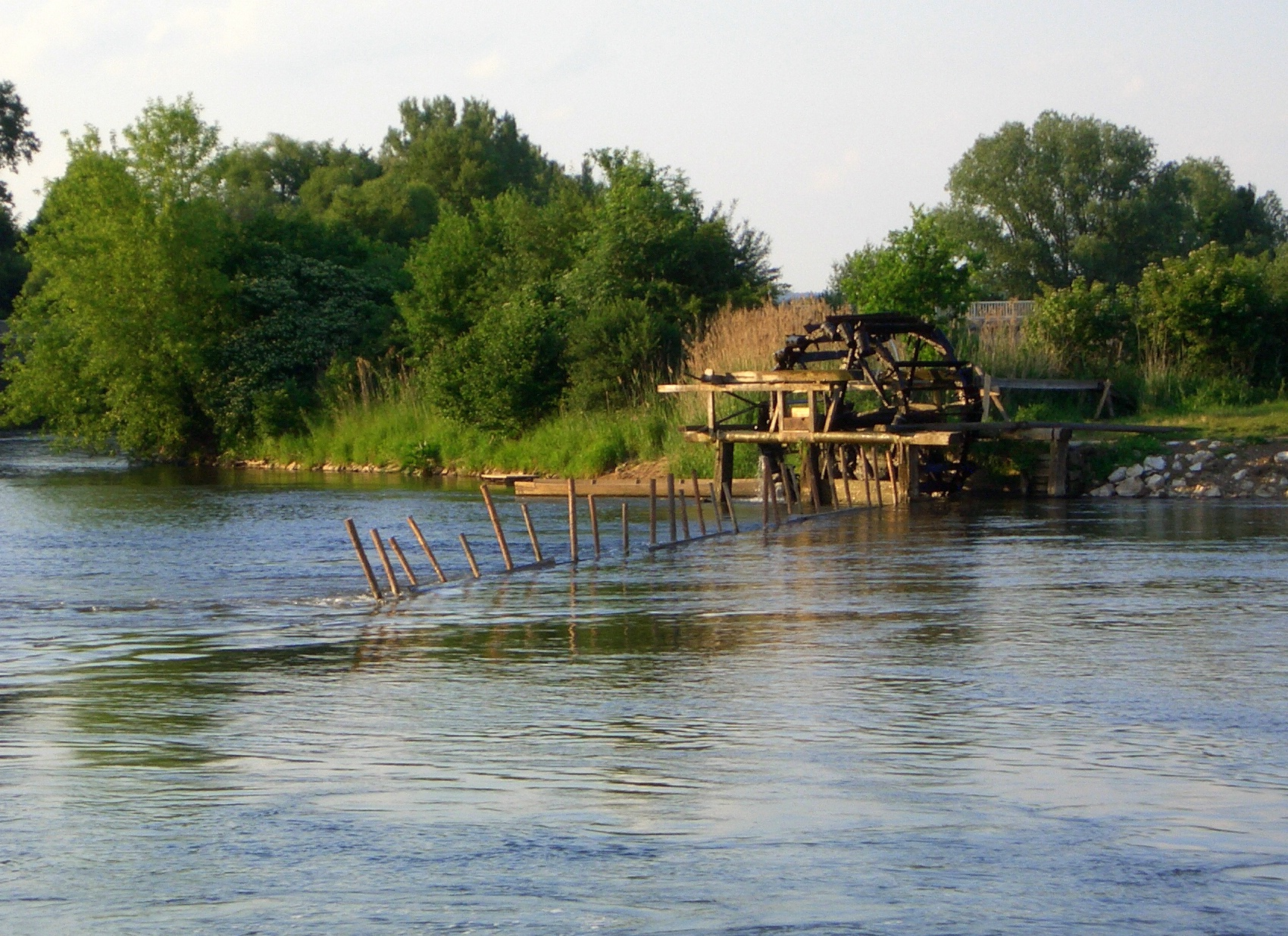
Das Vierzigmannrad mit Stauwehr („Flügel“) bei Möhrendorf, 2005

An der Regnitz begann man bereits in der Zeit zwischen 1250 und 1400 damit, die an den Fluss angrenzenden Felder mit hölzernen Wasserschöpfrädern zu bewässern. Urkundlich belegt ist der Betrieb dieser Räder erstmals für das Jahr 1413. Im Jahre 1805 waren an der Regnitz zwischen Fürth und Forchheim auf einer Länge von ca. 25 Flusskilometern etwa 190 solche Wasserräder in Betrieb, so viele wie an keinem anderen Fluss in Mitteleuropa. Rechnet man die Räder an der Rednitz hinzu, so waren zwischen Schwabach und Forchheim sogar rund 250 Wasserräder im Einsatz. Mittlerweile wurden sie weitgehend durch moderne Pumpanlagen verdrängt.
Beweggründe für die starke Nutzung der Wasserschöpfräder gerade an diesem Flussabschnitt waren vor allem die sandigen Böden der Region und ihre heißen und trockenen Sommer, beide machen starke Bewässerung notwendig. Das gleichmäßige Gefälle und die flachen Ufer waren für den Einsatz dieser Räder von Vorteil. Nachteilig waren jedoch die regelmäßig wiederkehrenden Frühjahrshochwasser, deren Treibgut die Räder zerstören konnte. Laut der in Teilen heute noch gültigen Baiersdorfer Wasserordnung aus dem Jahre 1693 dürfen sie aus diesem Grunde auch nur vom 1. Mai bis zum 30. September betrieben werden.
Nördlich von Forchheim verbot sich ein Einsatz der Wasserschöpfräder, weil die Regnitz dort bereits schiffbar war und die für den Betrieb der Wasserschöpfräder notwendigen, quer durch den Fluss verlaufenden hölzernen Stauwehre (Flügel) allenfalls das Passieren kleiner Fischerboote durch entsprechende Schlupflöcher gestatteten. Die Bamberger Landesherren hatten bereits seit dem 9. Jahrhundert Interesse daran, dass der Schifffahrtsweg als Verkehrsweg zur Königspfalz in Forchheim offen blieb. Die Stauwehre gaben immer wieder Anlass für Streitigkeiten zwischen Bauern und Fischern, etwa weil Fischer Bretter von den Stauwehren entfernten, um sich die Durchfahrt zu erleichtern.
Etwa zehn der verbliebenen Wasserschöpfräder drehen sich allein bei Möhrendorf. Einzelne Exemplare befinden sich in Fürth-Stadeln und Hausen bei Forchheim. Ein weiteres wird seit 2004 in der Nähe der Aurachmündung bei Erlangen-Bruck betrieben. Auch an der Pegnitz in Nürnberg wurde wieder ein Rad nach historischem Vorbild in Betrieb genommen. Die wuchtigen Holzkonstruktionen, die an Mühlräder erinnern, werden heutzutage von ehrenamtlichen Helfern zu Beginn der Sommersaison aufgestellt und am Ende der Saison abgebaut und eingelagert. Zum Teil bewässern sie heute Feuchtbiotope, die den zahlreichen in diesem Gebiet heimischen Weißstörchen die Nahrungsgrundlage erhalten sollen. Ein etwas verkleinerter Nachbau eines solchen Wasserschöpfrades befindet sich im Fränkischen Freilandmuseum Bad Windsheim.

Wasserschöpfräder in der Heraldik
Landkreis Erlangen-Höchstadt
Hausen
Möhrendorf
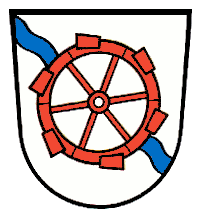
Stadeln

Die Räder haben seit dem 15. Jahrhundert einen praktisch unveränderten Aufbau. Sie bestehen fast vollständig aus Buchen- und Eichenholz, ausgenommen sind nur die eisernen Wellenzapfen an den beiden Enden der Welle, die vier Spannringe der Welle und die Spannreifen der Kümpfe (Schöpfeimer). Jedes Rad ist aus etwa 600 Einzelteilen zusammengesetzt. Die Befestigung der Schaufelbretter am Rad erfolgt durch Bänder aus Eichenholz, die einige Zeit gekocht werden, um sie in die gewünschte Form biegen zu können. Darüber hinaus werden auch hölzerne Nägel verschiedener Länge verwendet, etwa zur Befestigung der Kümpfe am Rad. Nach dem Abbau der Räder im Herbst müssen die Einzelteile im Laufe des Winters bis zu einem Drittel ersetzt werden, damit man im Frühjahr die Räder wieder neu einhängen kann.

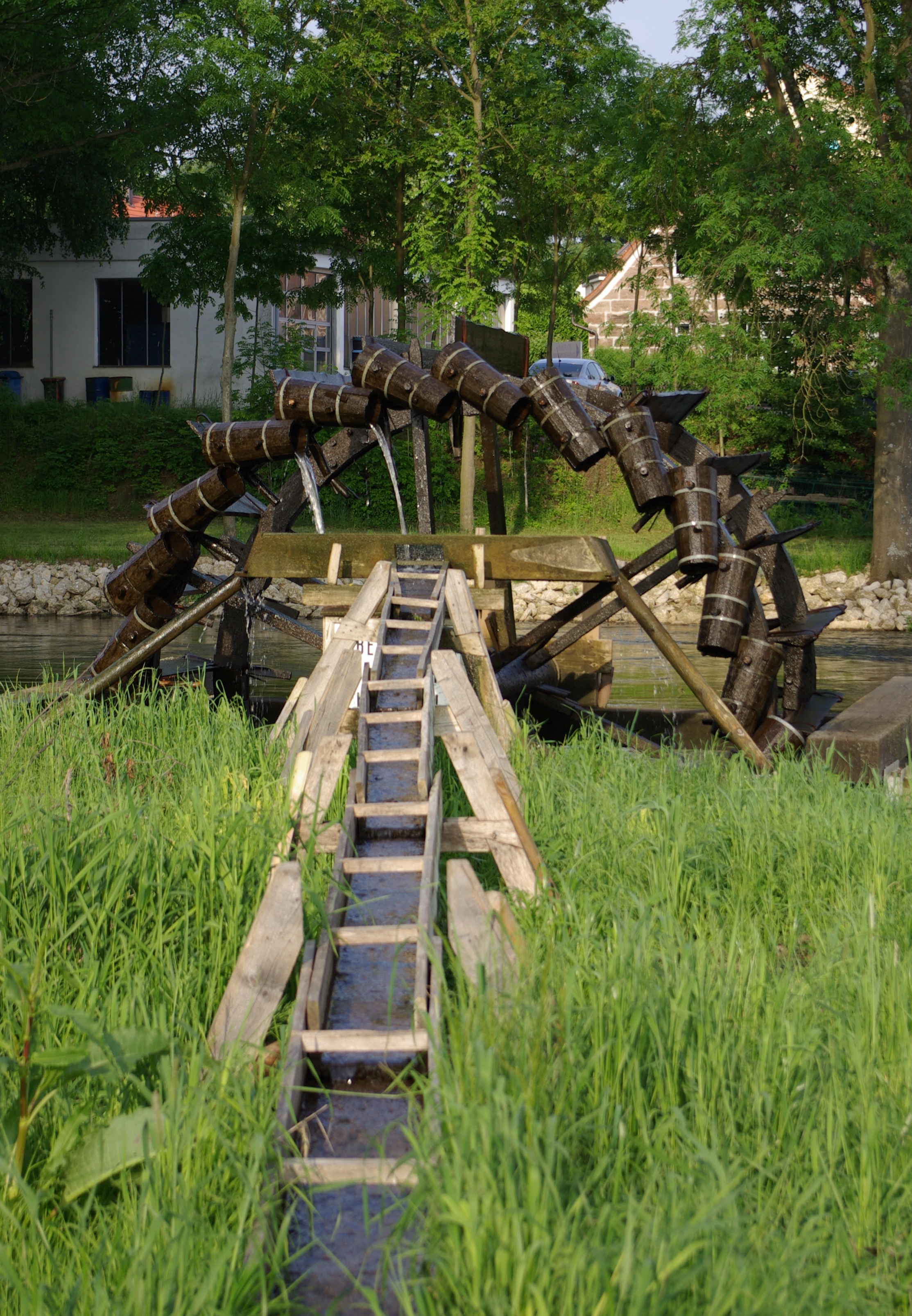
Wasserschöpfrad bei Bruck, 2010

Wie man in Mittelfranken auf das Funktionsprinzip dieser Maschine kam, ist umstritten. Von der Strömung angetriebene Wasserschöpfräder (Norias) waren bereits im frühen Mittelalter im Nahen Osten sehr verbreitet. Dieses Wissen könnte durch heimkehrende Kreuzfahrer, Pilger oder durch reisende Kaufleute nach Mittelfranken gelangt sein. Es könnte aber auch eine regionale Erfindung gewesen sein. Gegen einen Import der Technik gerade durch Kaufleute spricht, dass etwa weiter nördlich an der Regnitz die Wasserräder deutlich früher nachweisbar sind als in der damaligen Handelsmetropole Nürnberg und ihrer Umgebung. Vielleicht hat man auch in Klöstern überlieferte Konstruktionsbeschreibungen des römischen Architekten Vitruv für die Lösung des Bewässerungsproblems herangezogen. Wasserräder zum Antrieb von Mühlen sind in der Region bereits deutlich vor den Wasserschöpfrädern nachweisbar.
Jedes Wasserrad schöpft pro Tag etwa 1400 Kubikmeter Wasser rund vier Meter hoch.

## Wirtschaftliche Bedeutung
Im 19. Jahrhundert wurde auf dem Fluss Holz von Nürnberg nach Bamberg geflößt. Bei Fürth entnimmt ein 2003 erbautes Pumpwerk Wasser zur Bewässerung des Knoblauchslands.

## Bildergalerie

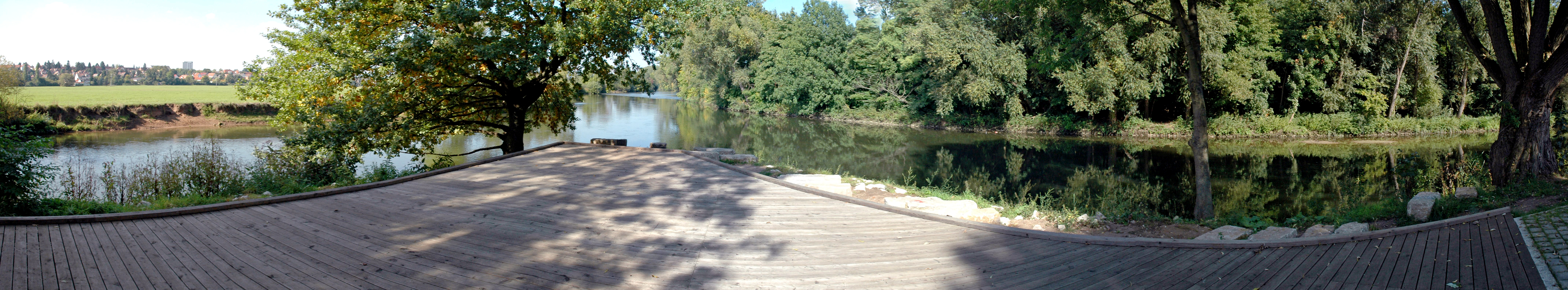
Regnitz, Zusammenfluss von Rednitz und Pegnitz in Fürth, von Süden …
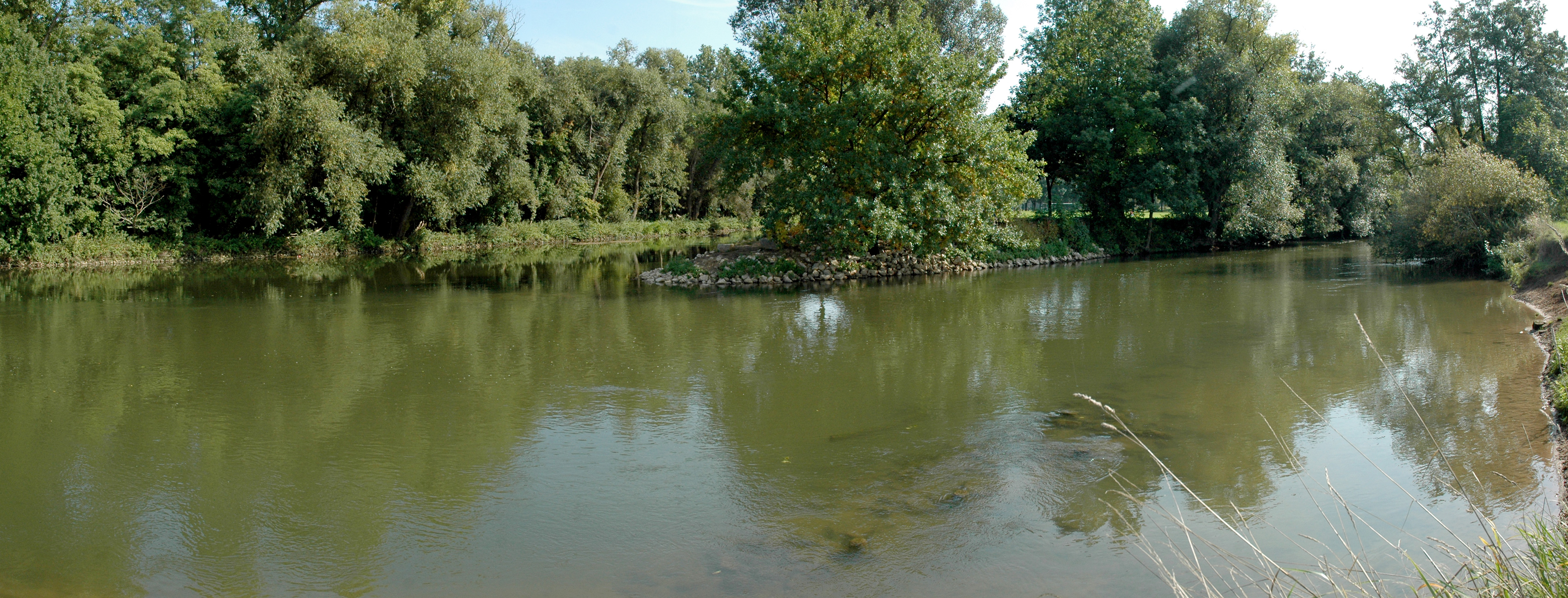
… und von Norden, 2008
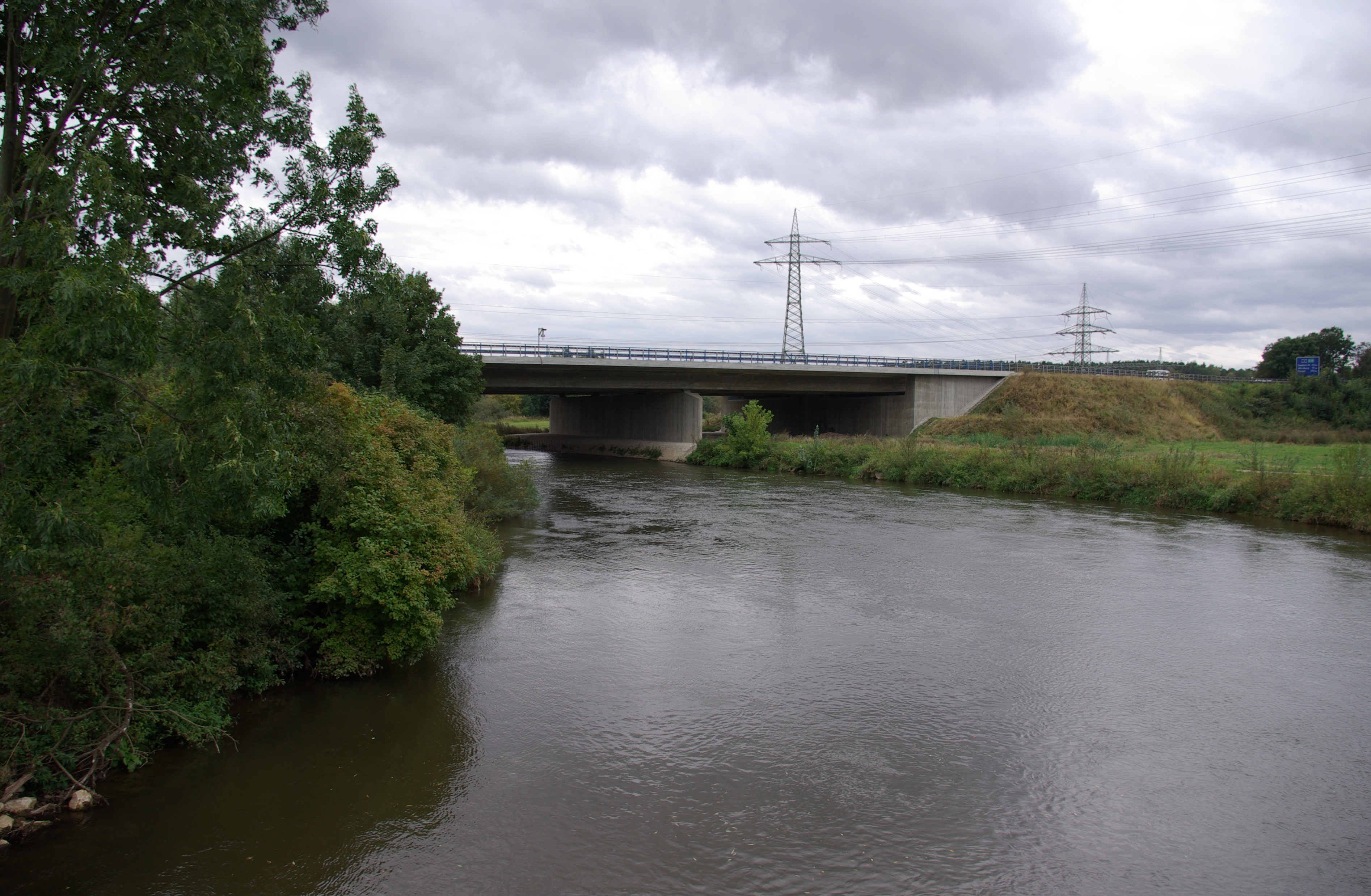
Brücke der A 3 über die Regnitz bei Eltersdorf, 2009
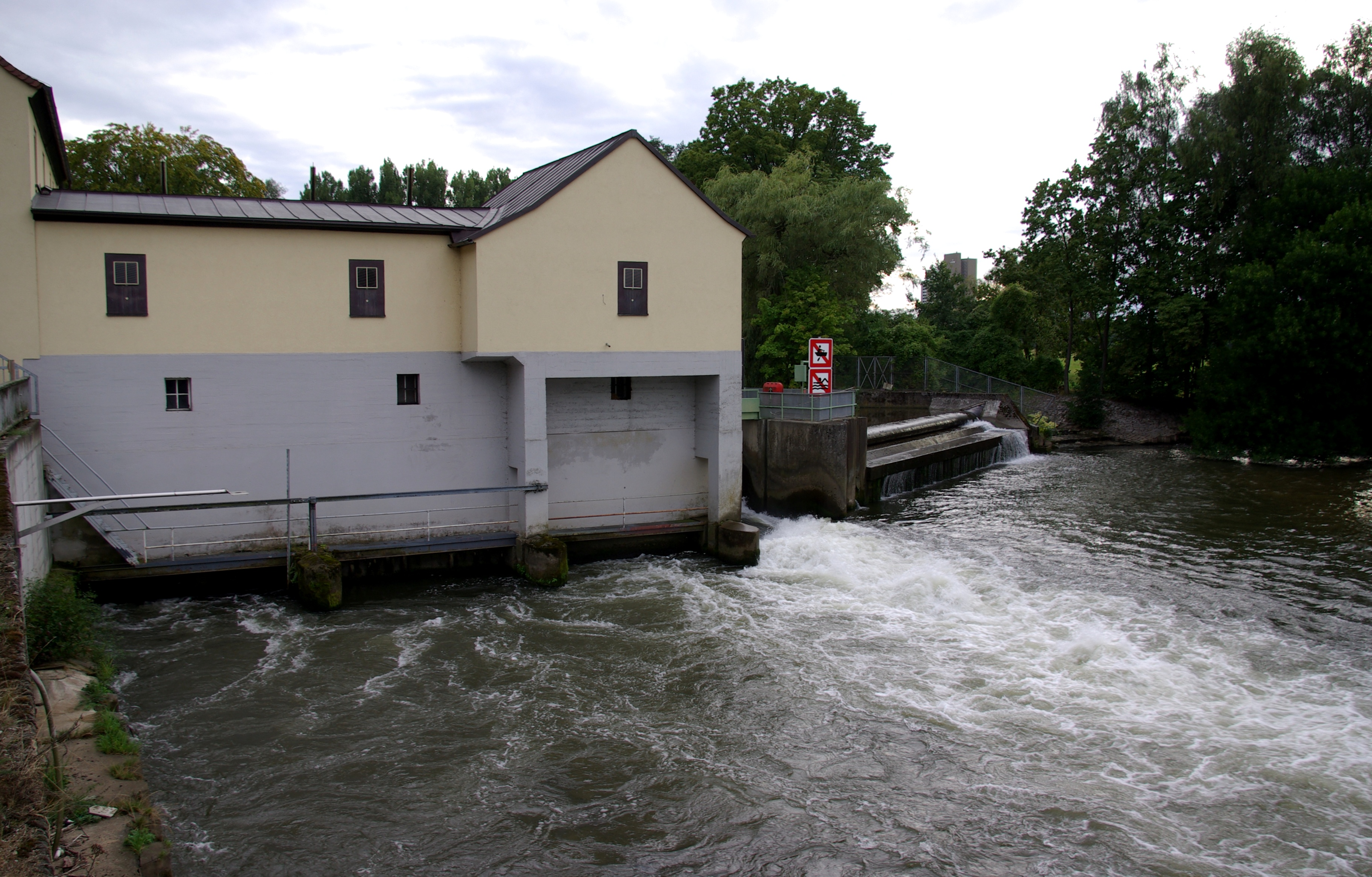
Wasserkraftwerk Werker an der Regnitz in Erlangen, 2009
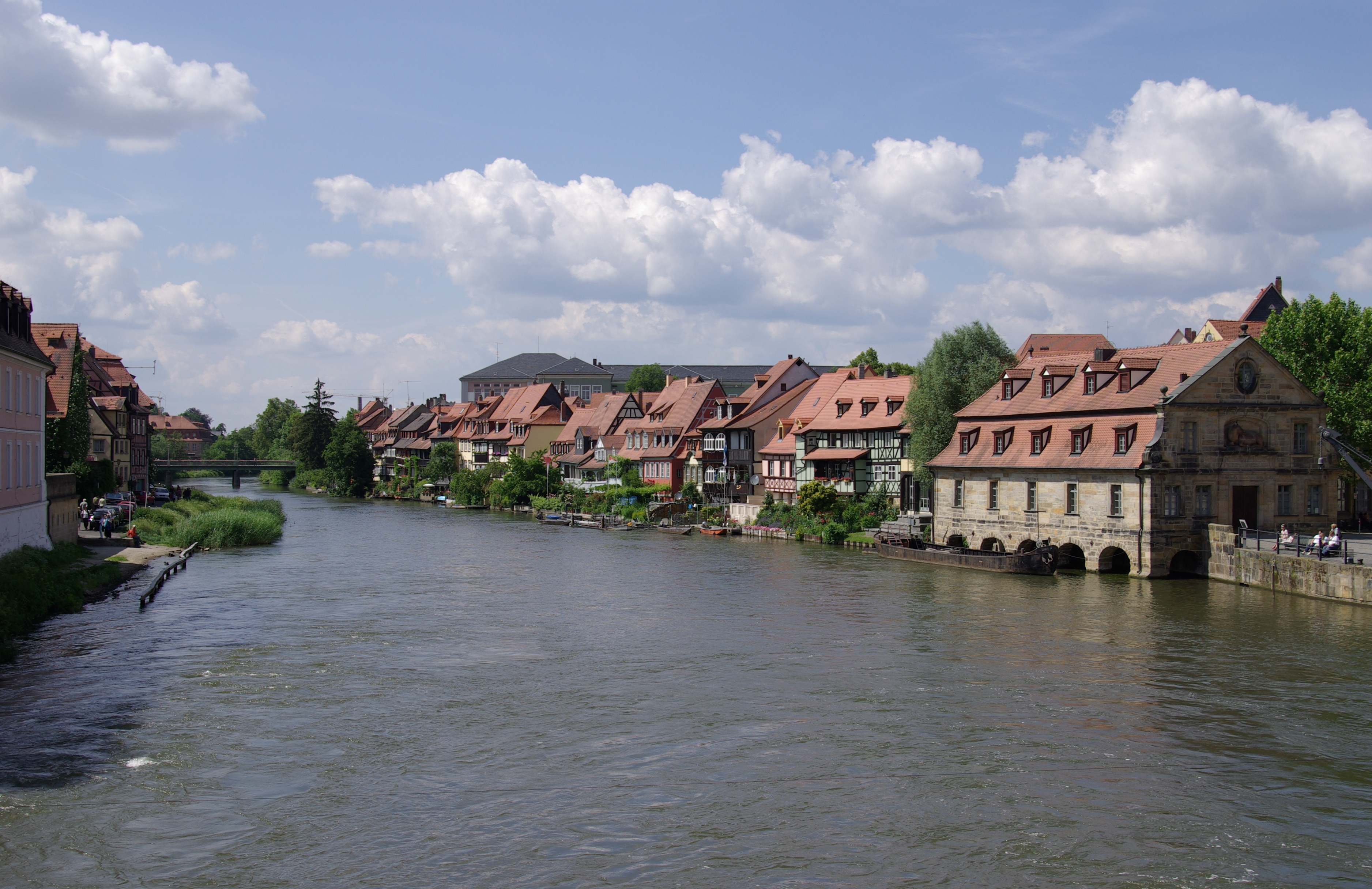
Historische Fischersiedlung Klein Venedig an der Regnitz in Bamberg, 2009
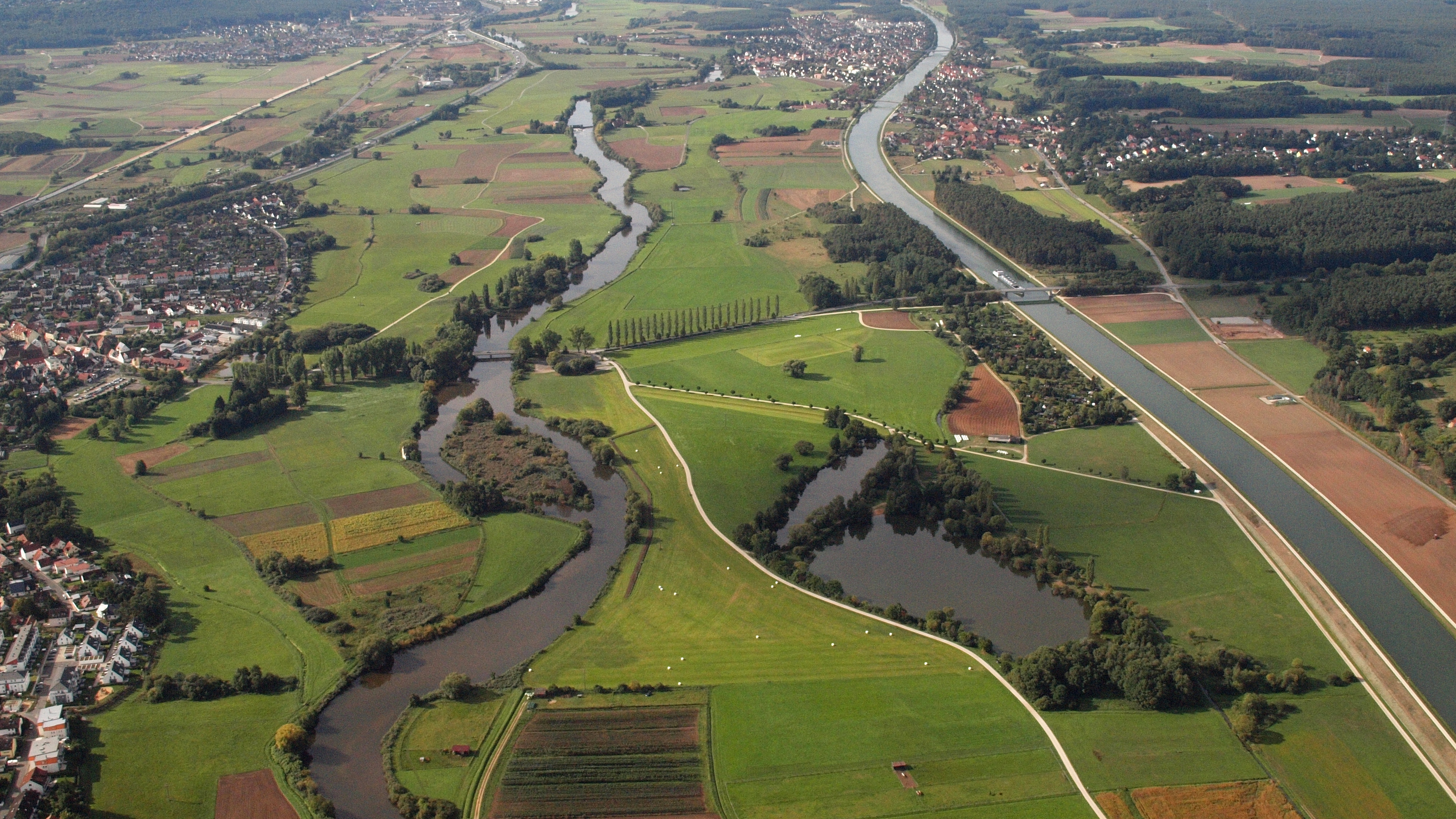
Regnitz westlich Baiersdorf, Luftaufnahme (2015)
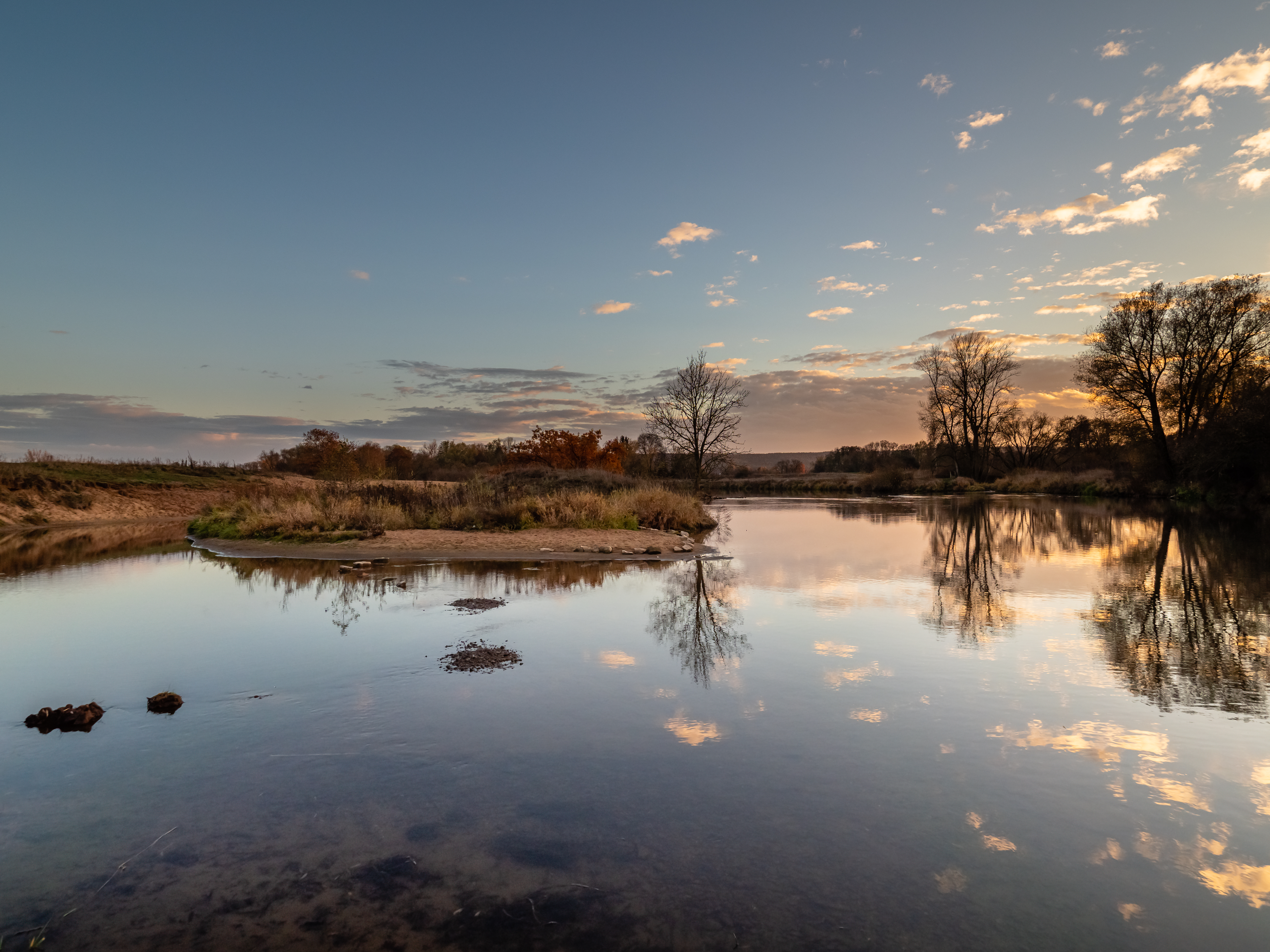
Buger Wiesen zwischen Strullendorf und Bamberg im Abendlicht
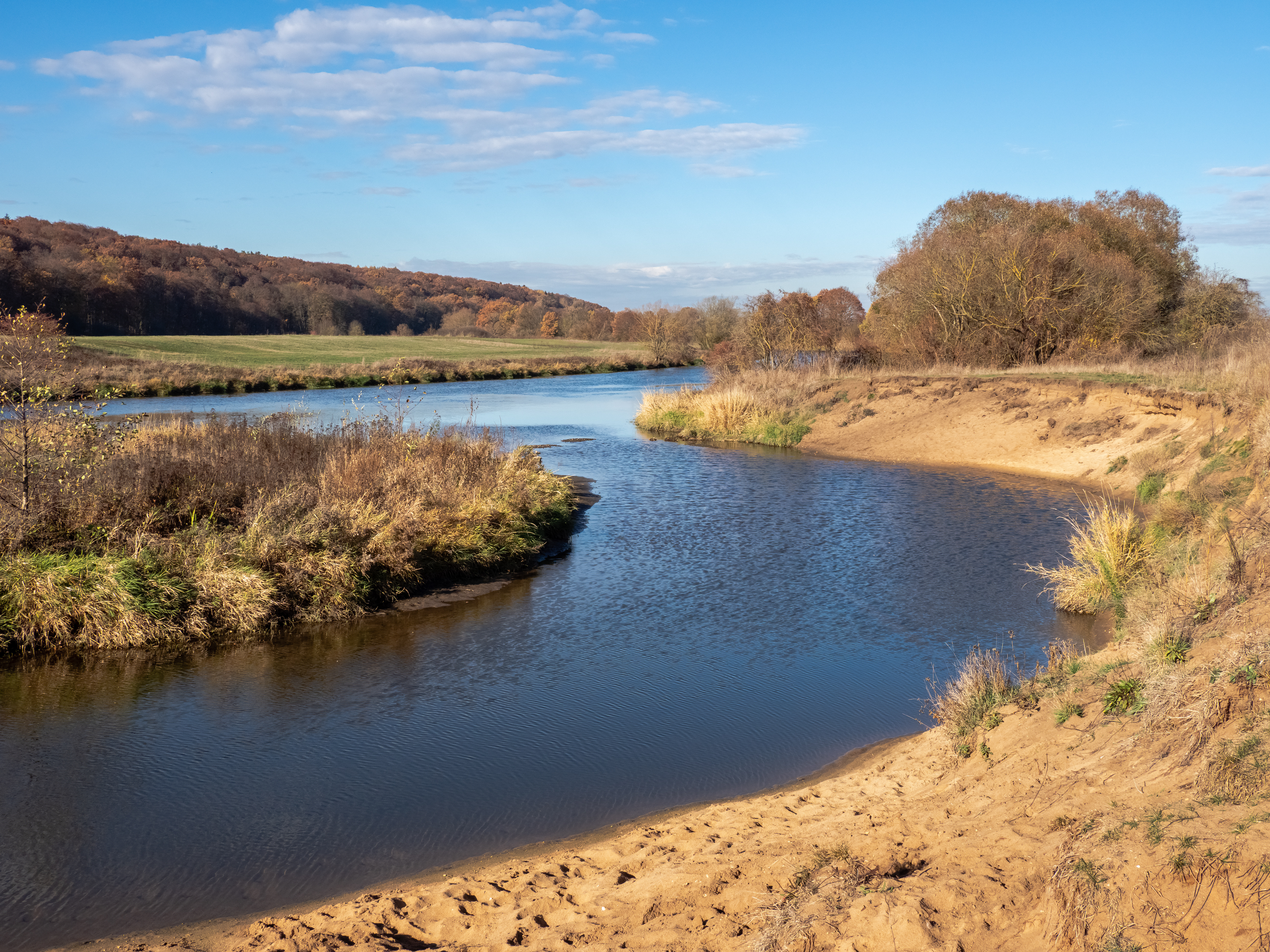
Buger Wiesen im Herbst
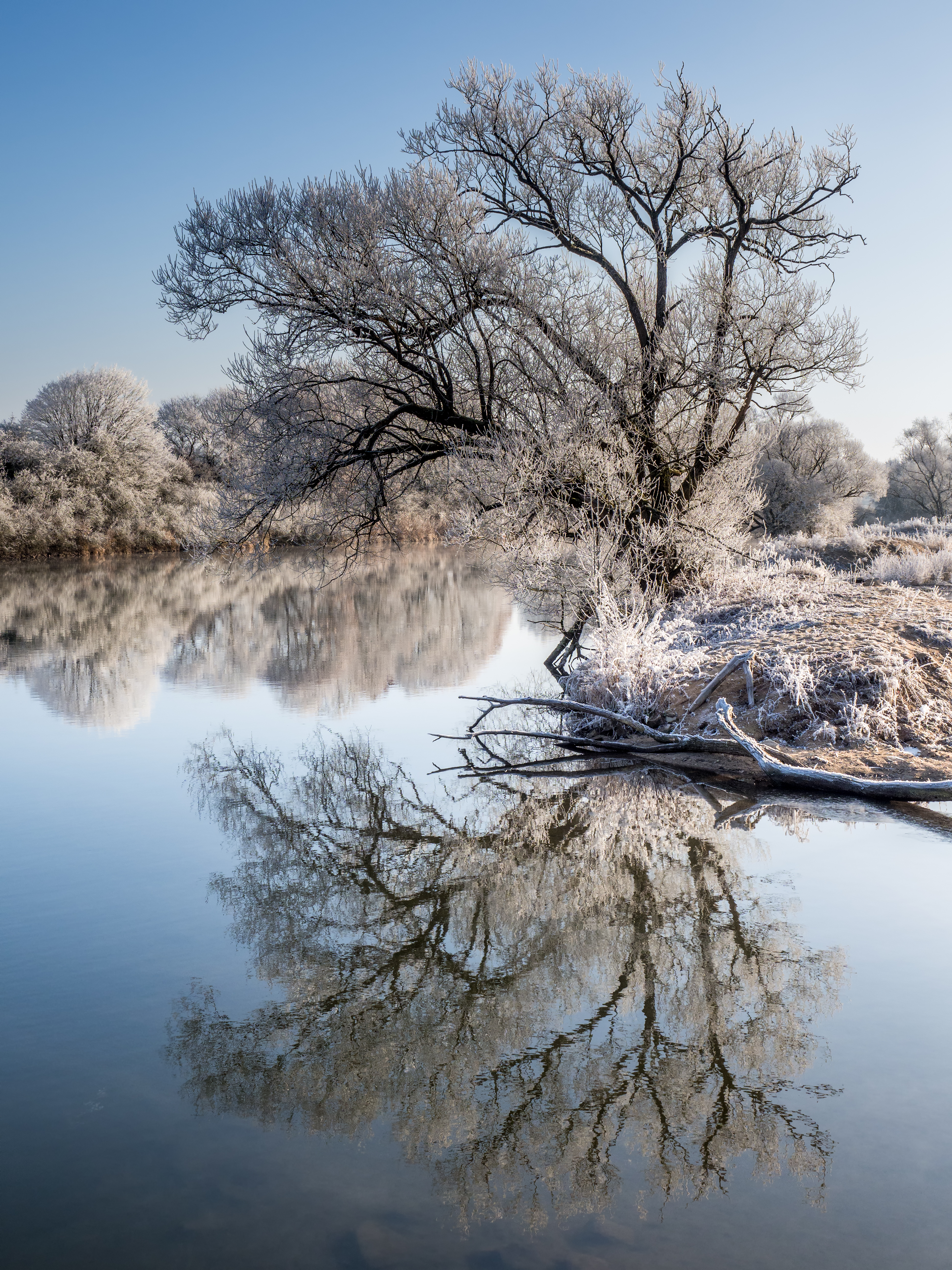
Weide an der Regnitz zwischen Pettstadt und Bamberg